# Вальтер Пробст
Вальтер Пробст (нім. Walter Probst; 17 квітня 1918 - 23 лютого 2007) — австрійський футболіст і футбольний тренер.

## Футбольна кар'єра
В складі «Рапіда» виступав в 1935–1938 роках. Зіграв 32 матчі і забив 12 голів: 27 матчів і забив 10 голів в чемпіонаті, 3 матчі і 1 гол в Кубку Австрії, 2 матчі і 1 гол в Кубку Мітропи.
З 1939 по 1942 роки Пробст грав у «Аустрії» (Відень), спочатку як півзахисник, а потім як захисник.
Після анексії Австрії з 1939 по 1942 рік грав у Гаулізі Остмарк. В чемпіонаті Німеччини зіграв 26 матчів, в яких він забив два голи.
Грав за регіональну збірну Остмарк. Зокрема, 19 травня 1940 року в Мюнхені грав в півфіналі турніру для регіональних ліг проти збірної Баварії, матч завершився поразкою з рахунком 0:2.

## Тренерська кар'єра
Працював в шведських клубах «Гетеборг», «Юргорден» і «Ергрюте», а також у австрійській «Аустрії».

## Титули і досягнення
- Чемпіон Австрії (1):

«Рапід» (Відень): 1937-1938,